# Flugplatz Bohlhof

i7
i11
i13
Der Flugplatz Bohlhof (ICAO-Code: EDTA) ist ein Sonderlandeplatz am Bohlhof nordöstlich von Schwerzen, einem Ortsteil von Wutöschingen im Landkreis Waldshut im südlichen Baden-Württemberg. Es ist einer von drei Flugplätzen im Landkreis.
Das Bohlhofplateau liegt auf einer Höhe von rund 569 m ü. NN an der Ortsverbindungsstraße von Schwerzen nach Rechberg am südöstlichen Rand des Naturparks Südschwarzwald.
Der Flugplatz wird durch die Segelfluggemeinschaft Bohlhof e. V. betrieben.

## Geschichte
Am 13. August 1932 wurde von Ernst Stoll, dem Bruder des Löwenwirts aus Erzingen, mit einem selbstgebauten 10-Meter-Zögling der erste Flug vom Aggisellbuck bei Erzingen durchgeführt. Gebaut wurde das Segelflugzeug vom Löwenwirt Hermann Stoll und fünf seiner Freunde. Den ersten Start aber musste sein Bruder durchführen, da er als einziger der Gruppe in der Krankenkasse war. Der Aggisellbuck eignete sich aber nur kurze Flüge bis zu 15 Sekunden. Im selben Jahr wurden rund um den Klettgau weitere Fluggelände erprobt und wieder verworfen. Nachdem vom Bohlhof einer der Flieger zum ersten Mal 120 Sekunden lang in der Thermik fliegen konnte, war die Suche nach einem geeigneten Gelände und Heimat für die Segelflieger abgeschlossen. Im ganzen Kreis Waldshut fanden sich Gruppen zusammen, die eigene Flugzeuge bauten und fliegen wollten. Dafür war der Bohlhof ein geeignetes Gelände und bald flogen hier mehrere dieser Gruppen.
Im Jahr 1934 wurde der Bohlhof von der Flugpolizei abgenommen und zum Fluggelände erklärt. Im selben Jahr konnte die erste Halle gebaut werden, die heute als Segelflugzeughalle genutzt wird. 1935 erfolgte die Gründung des „Bohlhofringes“ als Vereinigung aus den Ortsgruppen Erzingen, Stühlingen, Jestetten und Wutöschingen. Mit der Einführung des Windenstarts 1936 wurden die Flüge immer weiter und länger und 5-Stunden-Flüge waren keine Seltenheit mehr.
In der Zeit des Nationalsozialismus wurde durch die „Gleichschaltung“ im April 1937 und die Umwandlung des deutschen Luftsportverbandes in das Nationalsozialistische Fliegerkorps (NSFK) aus den Ortsgruppen Waldshut und Erzingen der „NSFK-Sturm Waldshut“. Der Bohlhof wurde mehr und mehr zu einem Lehrgangsgelände der „Flieger-HJ“, einer Sondereinheit der Hitlerjugend (HJ). Bei einem einzigen Lehrgang gingen fünf von sechs Erzinger Maschinen zu Bruch. Vor und während des Zweiten Weltkriegs war der Flugplatz eine Grundausbildungsstätte für Piloten. Während dieser Zeit zählte der Bohlhof mit bis zu 12.000 Starts pro Jahr zu den meistbeflogenen Segelflugplätzen in Deutschland. 1939 kam der private Segelflugbetrieb zum Stillstand. Nach Kriegsende wurde der gesamte Flugzeugpark und eine Halle von den Franzosen abtransportiert.
Erst 1951 kam es wieder zur Freigabe des Segelflugs durch die Alliierte Hohe Kommission. Der Segelfluggruppe Erzingen (SGE) wurde aus Schweiz ein Zögling geschenkt, der aber zuerst überholt werden musste und dann nur für Geradeausflug und leichte Kurven zugelassen war. 1956 kam es jedoch wieder zu neuen Einschnitten in den Flugbetrieb. Zur Trennung des auf den Flughafen Kloten, dessen Bau 1946 begonnen wurde, anfliegenden Verkehrs von den Segelfliegern wurde die Höhe der Bohlhofflieger am Platz und in der näheren Umgebung auf 4000 Fuß oder ca. 1200 Meter beschränkt. Später noch weiter auf 900 Meter reduziert und dann wieder in einem Sonderzugeständnis auf die heute noch gültigen 1050 Meter erhöht, was rund 500 Meter über Grund bedeutet.
1957/58 kam es zur Gründung einer gemeinsamen Dachorganisation durch die Segelfluggruppe Erzingen (SGE) und der Segelfliegervereinigung Hochrhein (SVH). Die 1976 zur Zusammenfassung in einem Verein mit dem Namen „Segelfluggemeinschaft Bohlhof“ (SGB) führte.
Seit Dezember 2023 ist der Flugplatz als Sonderlandeplatz klassifiziert.

## Flugbetrieb
Der Flugplatz Bohlhof verfügt über eine 800 Meter lange Start- und Landebahn aus Gras (Richtung 04/22) sowie über zwei 250 m lange Landebahnen für Segelflugzeuge aus Gras (Richtungen 04 und 22). Er darf von Flugzeugen bis 2000 kg maximales Startgewicht, Motorseglern, Segelflugzeugen und Luftsportgeräten (außer Tragschraubern, UL-Hubschraubern, Motorschirmen und Fallschirmspringern) benutzt werden. Die zugelassenen Startarten sind Windenstart, Flugzeugschlepp und Eigenstart. Landungen und Starts von Luftfahrzeugen, die nicht am Flugplatz beheimatet sind, bedürfen einer Zustimmung des Platzhalters (PPR).
Der offizielle Flugbetrieb findet von März bis Oktober meistens am Wochenende bei entsprechendem Wetter statt. Im Augenblick gibt es im Verein sieben Segelflugzeuge (drei Zwei- und vier Einsitzer), zwei Motorsegler (Zweisitzer) und ein viersitziges Reise- und Schleppflugzeug, sowie mehrere private Flugzeuge.
Der Luftraum TMA Zürich erlaubt hier eine maximal zulässige Flughöhe von 3.500 Fuss (ca. 1.050 Metern). Er untersteht der Aufsicht der Schweizer Flugsicherung Skyguide. Segelfliegern stehen hier Südschwarzwald, Wutachtal, Hochrheintal und der Klettgau offen, Motorseglern der Schwarzwald, die Schwäbische Alb und das Schweizer Jura.

## Flugplätze in der Umgebung
Der Flugplatz Bohlhof ist außer dem Flugplatz Schaffhausen bei Neunkirch in der Schweiz der einzige Flugplatz für Segel- und Motorflugzeuge im Klettgau. Die weiteren nächstgelegenen Segelflugplätze sind das Segelfluggelände Reiselfingen bei Löffingen, der Flugplatz Hütten-Hotzenwald bei Rickenbach und der Flugplatz Blumberg bei Blumberg.